# 亞希科沃
48°24′50″N 38°45′13″E / 48.41389°N 38.75361°E
亞希科沃法理上是烏克蘭東部盧甘斯克州阿尔切夫斯克区阿爾切夫斯克市鎮的鎮。該鎮位於比拉河畔，始建於1724年，面積7平方公里，2011年人口1,877，人口密度每平方公里268.14人。